# South Stork
Der South Stork ist ein Berggipfel im Südosten der Adelaide-Insel westlich der Antarktischen Halbinsel. Er ragt im Südwesten des Stork Ridge nahe der Rothera-Station auf.
Luftaufnahmen entstanden 1957 bei der Falkland Islands and Dependencies Aerial Survey Expedition. Das UK Antarctic Place-Names Committee benannte ihn 2004.